# نبرد اورشلیم
نبرد اورشلیم در جریان «عملیات اورشلیم» امپراتوری بریتانیا علیه امپراتوری عثمانی، در جنگ جهانی اول رخ داد. در این نبرد جنگ بر سر این شهر از ۱۷ نوامبر گسترش یافت، و پس از تسلیم تا ۳۰ دسامبر ۱۹۱۷ ادامه یافت تا رسیدن به هدف نهایی تهاجم جنوب فلسطین در طول کارزار سینا و فلسطین جنگ جهانی اول را تضمین کند. پیش از اینکه اورشلیم امن شود، بریتانیا دو نبرد را در تپه‌های یهود در شمال و شرق خط ایستگاه اتصال- الخلیل به رسمیت شناخت. اینها نبردهای نبی سمویل از ۱۷ تا ۲۴ نوامبر و دفاع از اورشلیم از ۲۶ تا ۳۰ دسامبر ۱۹۱۷ بودند. آنها همچنین در طی این عملیات اورشلیم، دومین تلاش موفقیت‌آمیز در ۲۱ و ۲۲ دسامبر ۱۹۱۷ برای پیشروی در سراسر نهر الاوجا را به عنوان نبرد یافا به رسمیت شناختند، اگرچه یافا در نتیجه نبرد خط الراس مغار در ۱۶ نوامبر اشغال شده بود.
در این رشته نبردها سپاه‌های بیستم و بیست و یکم امپراتوری بریتانیا، و سپاه پیاده‌نظام سواره بیابانی در جنگ علیه ارتش هفتم گروه ارتشی ییلدریم در تپه‌های یهودی و ارتش هشتم در شمال یافا در ساحل مدیترانه پیروز شدند. از دست دادن اورشلیم و یافا و ۵۰ مایل زمین در جریان پیشروی نیروی اکتشافی مصر از غزه، پس از تسخیر بئر شبع، غزه، حریره و شریه، ال خویلفه و نبرد موقار شکست سنگینی برای ارتش و امپراتوری عثمانی بود.
در نتیجه این پیروزی‌ها، نیروهای امپراتوری بریتانیا اورشلیم را تصرف کردند و یک خط استحکامات استراتژیک جدید ایجاد کردند. این خط از خیلی بالاتر از شمال یافا در دشت دریایی، از تپه‌های یهود تا بیره در شمال اورشلیم می‌گذشت و به سمت شرق کوه زیتون ادامه می‌یافت. با تصرف جاده بئرشبع به اورشلیم از طریق الخلیل و بیت لحم، همراه با قلمرو قابل توجهی عثمانی در جنوب اورشلیم، شهر تسخیر شد. در ۱۱ دسامبر، ژنرال ادموند آلنبی برای احترام به این شهر مقدس، به جای اسب یا وسایل نقلیه، پیاده از دروازه یافا وارد شهر قدیمی شد. او اولین مسیحی در قرون متمادی بود که اورشلیم را کنترل کرد، شهری که در سه دین بزرگ مقدس بود. دیوید لوید جورج، نخست‌وزیر بریتانیا، این دستگیری را «هدیه کریسمس برای مردم بریتانیا» توصیف کرد. این نبرد یک تقویت روحی بزرگ برای امپراتوری بریتانیا بود.